# Ovidie
Ovidie es una autora, periodista feminista, directora y ex actriz pornográfica francesa, nacida en Lille el 25 de agosto de 1980.

## Biografía
Estudiante de Filosofía, Ovidie ha escrito dos libros sobre el mundo del porno: Porno Manifesto 2002, y In sex we trust: Backstage 2004, y ocho otros libros sobre la sexualidad, el feminismo, el embarazo, y el movimiento punk rock también. Ha escrito con el diseñador Jérôme D'Aviau el cómico Historias Inconfesables. También es destacable su relación con la escena musical parisina, en concreto con los grupos Dernière Volonté y Soror Dolorosa. Como realizadora destaca la película Orgie en noir 2000 y varias feministas películas como Histoires de sexe(s) 2009, Infidélité 2010, Liberté sexuelle 2012, Pulsión 2013, Le Baiser 2014 con la artista feminista Madison Young.
Ovidie es directora de documentales para la televisión francesa. Es también una periodista del diario Metronews.

## Filmografía
- 2000: XYZ (film), John B. Root
- 2001: la Fête à Gigi, Alain Payet.
- 2001: Le Pornographe, Bertrand Bonello.
- 2005: All About Anna, Jessica Nilsson.
- 2006: Qui a peur du grand méchant loup ? Enquête sur les désirs politiquement incorrects (documental)
- 2009: Histoires de sexe(s)
- 2010: Infidélité
- 2011: Rhabillage (documental).
- 2012: Liberté sexuelle
- 2013: Pulsion
- 2014: Le Baiser
- 2014: À quoi rêvent les jeunes filles ? (documental)
- 2017: Pornocracy (documental).